# Westside Xtreme Wrestling
La Westside Xtreme Wrestling (souvent abrégée en wXw) est une compagnie de catch allemande basée à Gelsenkirchen qui a vu le jour en décembre 2000. Elle s'impose rapidement comme l'une des plus populaires compagnies de catch européennes, organisant des shows en Allemagne, mais aussi en Suisse, en Tchéquie et au Royaume-Uni.

## Championnats

### Championnats actuels
| Championnat                              | Champion(s)                            | Durée     | Date de victoire | Lieu       | Ref   |
| ---------------------------------------- | -------------------------------------- | --------- | ---------------- | ---------- | ----- |
| wXw Unified World Wrestling Championship | Laurance Roman (en)                    | 354 jours | 1er juin 2024    | Oberhausen | [ 2 ] |
| wXw World Tag Team Championship (en)     | Hektor Invictus (en) et Dennis Dullnig | 515 jours | 23 décembre 2023 | Oberhausen | [ 3 ] |
| wXw Shotgun Championship (en)            | Levaniel (en)                          | 439 jours | 8 mars 2024      | Oberhausen | [ 4 ] |
| wXw European Championship (en)           | Aigle Blanc                            | 305 jours | 20 juillet 2024  | Francfort  | [ 5 ] |

### Anciens championnats
| Championnat                        | Derniers champion(ne)s | Date de la désactivation | Note                                                                                    |
| ---------------------------------- | ---------------------- | ------------------------ | --------------------------------------------------------------------------------------- |
| wXw Women's Championship           | Masha Slamovitch (en)  | 23 décembre 2023         | Désactivé après un match d'unification avec le champion masculin Robert Dreissker (en). |
| wXw World Heavyweight Championship | Steve Douglas          | 5 juin 2010              | Unifiés pour créer le wXw Unified World Wrestling Championship.                         |
| wXw World Lightweight Championship | Zack Sabre, Jr.        | 5 juin 2010              | Unifiés pour créer le wXw Unified World Wrestling Championship.                         |
| wXw Hardcore Championship          | Necro Butcher          | 1er août 2006            | [ 8 ]                                                                                   |

## Tournois

### 16 Carat Gold Tournament

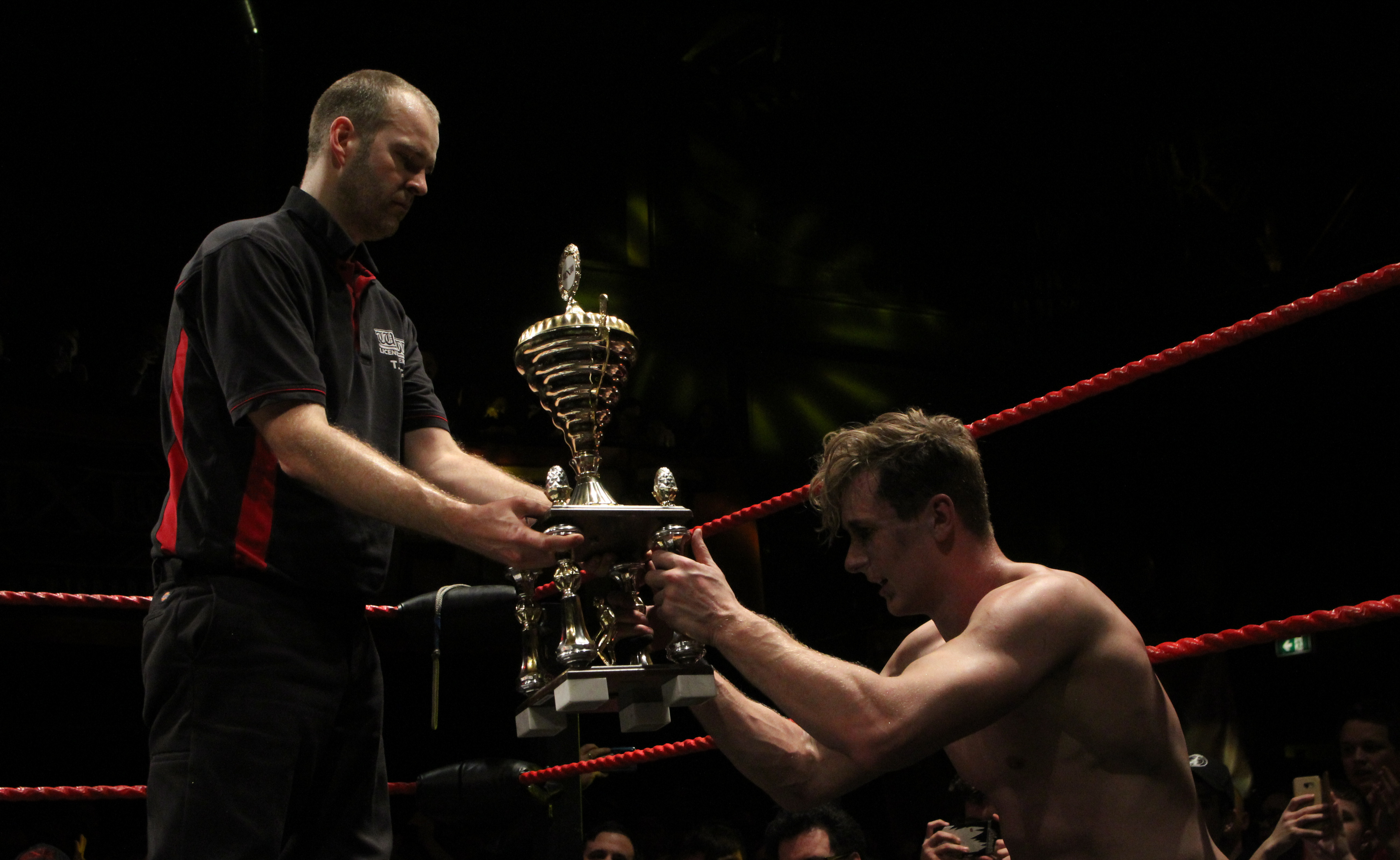
Cara Noir recevant le trophée du tournoi 16 Carat Gold.

| Année | Gagnant             | Ref    |
| ----- | ------------------- | ------ |
| 2006  | Baron von Hagen     | [ 9 ]  |
| 2007  | Chris Hero          | [ 10 ] |
| 2008  | Bad Bones           | [ 11 ] |
| 2009  | Shingo              | [ 12 ] |
| 2010  | Walter              | [ 13 ] |
| 2011  | Sami Callihan       | [ 14 ] |
| 2012  | El Generico         | [ 15 ] |
| 2013  | Tommy End           | [ 16 ] |
| 2014  | Chris Hero          | [ 17 ] |
| 2015  | Tommy End           | [ 18 ] |
| 2016  | Zack Sabre, Jr.     | [ 19 ] |
| 2017  | Ilja Dragunov       | [ 20 ] |
| 2018  | Absolute Andy (en)  | [ 21 ] |
| 2019  | Lucky Kid (en)      | [ 22 ] |
| 2020  | Cara Noir (en)      | [ 23 ] |
| 2022  | Jonathan Gresham    | [ 24 ] |
| 2023  | Shigehiro Irie      | [ 25 ] |
| 2024  | Laurance Roman (en) | [ 26 ] |